# Патрульні кораблі класу Cassiopea
Кораблі класу Cassiopea — серія з чотирьох патрульних кораблів ВМС Італії, побудованих у 1987—1992 роках на верфях Fincantieri в Муджано. Вони були призначені для виконання завдань у мирний час: охорона морського простору, контроль економічної зони, пошуково-рятувальні операції, моніторинг забруднення та участь у гуманітарних місіях.
У 2025 році один із кораблів, Libra (P402), було передано до складу ВМС Албанії, де він став найбільшим бойовим кораблем флоту.

## Історія створення і служба
Проєктування кораблів класу Cassiopea було розпочато у 1980-х роках як частина модернізації патрульних сил Італії. Замовлення на будівництво розмістили на італійських верфях компанії Fincantieri. Перший корабель, Cassiopea (P401), увійшов до складу флоту в 1989 році.
Кораблі активно використовувалися в операціях з охорони узбережжя, боротьби з контрабандою, рятувальних місіях у Середземному морі, зокрема в рамках операцій «Mare Nostrum» і «Operazione Triton».
У 2025 році Libra (P402) була виведена з італійського флоту та офіційно передана Албанії.

## Технічні характеристики
- Довжина: 79,8 м
- Ширина: 11,8 м
- Осадка: 3,6 м
- Водотоннажність: 1475 т
- Швидкість: до 20 вузлів
- Дальність плавання: до 3300 морських миль при 17 вузлах
- Екіпаж: 60 осіб
- Озброєння:
  - 1 × 76-мм гармата OTO Melara 76/62
  - 2 × 25-мм автоматичні гармати
  - 2 × 7,62-мм кулемети
- Авіація:
  - Авіапалуба та ангар для гелікоптера AB-212
- Сенсори та радіолокація:
  - SPN-748, SPS-702, SPG-70
  - Сучасні версії: Selex ES Janus-N IR, GEM Elettronica Gemini-DB (модернізація 2012—2014)

## Кораблі класу
- Cassiopea (P401)
- Libra (P402)
- Spica (P403)
- Vega (P404)